# Macromitrium densum
Macromitrium densum är en bladmossart som beskrevs av Mitten 1859. Macromitrium densum ingår i släktet Macromitrium och familjen Orthotrichaceae. Inga underarter finns listade i Catalogue of Life.